# Diversidad sexual en Somalilandia
Las personas lesbianas, gays, bisexuales y transgénero (LGBT) en Somalilandia enfrentan graves desafíos que no experimentan los residentes no LGBT. Somalilandia ha sido una nación de mayoría musulmana con duras reglas sociales. Es considerado un lugar peligroso para las personas LGBT ya que se enfrentan a la pena de muerte. Además, las ejecuciones extrajudiciales y los linchamientos colectivos se utilizan como instrumento para castigar a los homosexuales. Somalilandia no reconoce la actividad entre personas del mismo sexo en el extranjero.

## Leyes sobre la actividad sexual entre personas del mismo sexo

### África Oriental Italiana
En 1940, Italia conquistó la Somalilandia británica y la anexó al África Oriental Italiana. Si bien Italia no tenía leyes sobre sodomía desde 1890, las autoridades fascistas todavía castigaban a los homosexuales. En 1941, los británicos reconquistaron la Somalilandia británica y restablecieron sus leyes de sodomía.

### Somalilandia británica
Antes de la independencia de los británicos, el Código Penal indio de 1860 se aplicaba en la Somalilandia británica.

### República de Somalia
En 1964 entró en vigor un nuevo código penal en la República de Somalia. El código establece que "Quien tenga relaciones carnales con persona de su mismo sexo será castigado, cuando el acto no constituya delito más grave, con prisión de tres meses a tres años. Cuando el acto cometido sea un acto de lujuria diferente desde las relaciones carnales, el castigo impuesto se reducirá en un tercio". Desde aquel entonces, el Reino Unido ha legalizado la homosexualidad, la unión civil y el matrimonio entre personas del mismo sexo.

### Somalilandia
En 1991, Somalilandia declaró su independencia. Somalilandia sigue aplicando el código penal de 1964 en el país. La no abolición del código es una de las razones, señaladas por los académicos europeos, por las que algunos países europeos avanzados no reconocen la independencia de Somalilandia.
En Somalilandia y Somalia se han producido acontecimientos que ponen en peligro la vida o condenas a muerte para personas LGBT.

## Reconocimiento de las relaciones entre personas del mismo sexo
Somalilandia no reconoce el matrimonio entre personas del mismo sexo, las parejas de hecho ni las uniones civiles.